# Luigi Majnoni d'Intignano
Luigi Majnoni d'Intignano (Milano, 24 febbraio 1841 – Castelnuovo di Parravicino, 11 agosto 1918) è stato un politico italiano e Senatore del Regno.

## Biografia
Reduce della seconda guerra di indipendenza, poi maggiore di cavalleria.  Addetto militare dell'ambasciata di Vienna dal 1874.  Tenente Generale, comandante del III Corpo d'armata.
Senatore del Regno d'Italia, dal 24 dicembre 1905, Ministro della Guerra del Regno d'Italia nei governi Fortis II e Sonnino I.
Sposato con Margherita Greppi dei conti di Bussero e di Corneliano (1857-1941).